# Élections cantonales valaisannes de 2001
 (octobre 2021).
Si vous disposez d'ouvrages ou d'articles de référence ou si vous connaissez des sites web de qualité traitant du thème abordé ici, merci de compléter l'article en donnant les références utiles à sa vérifiabilité et en les liant à la section « Notes et références ».
Les élections cantonales valaisannes se sont déroulées les 4 mars 2001 et 18 mars 2001 afin de renouveler le Grand Conseil et le Conseil d'État du canton du Valais.
La participation au scrutin a atteint le pourcentage de 62,93 %. Le Parti démocrate-chrétien progresse de 3 sièges et conforte sa majorité absolue au Grand Conseil. Au Conseil d'État, il fait facilement élire, dès le premier tour, ses 3 candidats. Le Parti radical-démocratique égare 1 siège et s'établit à 33 sièges. Il conserve son représentant au sein du Conseil d'État. Le Parti socialiste allié aux Les Verts (Suisse), au sein de l'Alliance de Gauche, recule de 3 sièges. Le PS conserve son élu au Conseil d'État. Le Parti Libéral perd deux sièges pour se retrouver avec 2 élus. L'Union démocratique du centre et le Parti chrétien-social, font tous deux leur entrée au Grand Conseil avec leurs premiers représentants, respectivement 2 élus et 1 élus. Enfin, deux autres listes étaient en lice, l'Union démocratique fédérale et le Parti pour un développement durable, mais celles-ci ne parviennent pas au quorum.

## Grand Conseil
Le parlement du canton du Valais, appelé Grand Conseil, est doté d'une seul chambre, renouvelée intégralement tous les quatre ans au scrutin direct.
Le Grand Conseil est composé de 130 sièges pourvus dans des circonscriptions correspondantes aux 14 districts du Canton. Aux 130 députés qui siègent, il faut ajouter 130 députés-suppléants, élus sur des listes séparées et dont la tâche est de remplacer les députés lorsque ceux-ci ne peuvent assister aux séances du Grand Conseil, ou des commissions, à l'exception notables des trois commissions dite de "Haute surveillance", Commission de Gestion, Commission des Finances et Commission de Justice.

### Mode d'élection
Les 130 sièges sont pourvus au scrutin proportionnel. Chaque district forme une circonscription électorale. Le scrutin pour les députés et pour les députés-suppléants se déroule de la même manière.
Les listes sont dites ouvertes et les électeurs ont ainsi la possibilité de les modifier en rayant ou ajoutant des noms, d'effectuer un panachage à partir de candidats de listes différentes ou même de composer eux-mêmes leurs listes sur un bulletin vierge. Après décompte des résultats, les sièges sont répartis selon la méthode du quotient d'Hagenbach-Bischoff puis celle de la plus forte moyenne. Pour entrer dans la répartition des sièges, une liste doit dépasser le seuil électoral fixé à 8%. Les apparentements de liste ne sont pas autorisés par la loi.
Le dépôt des listes a lieu jusqu'au 30 janvier, les numéros de listes sont attribués, par districts, selon l'ordre de dépôt des listes auprès du Préfet.

### Répartition

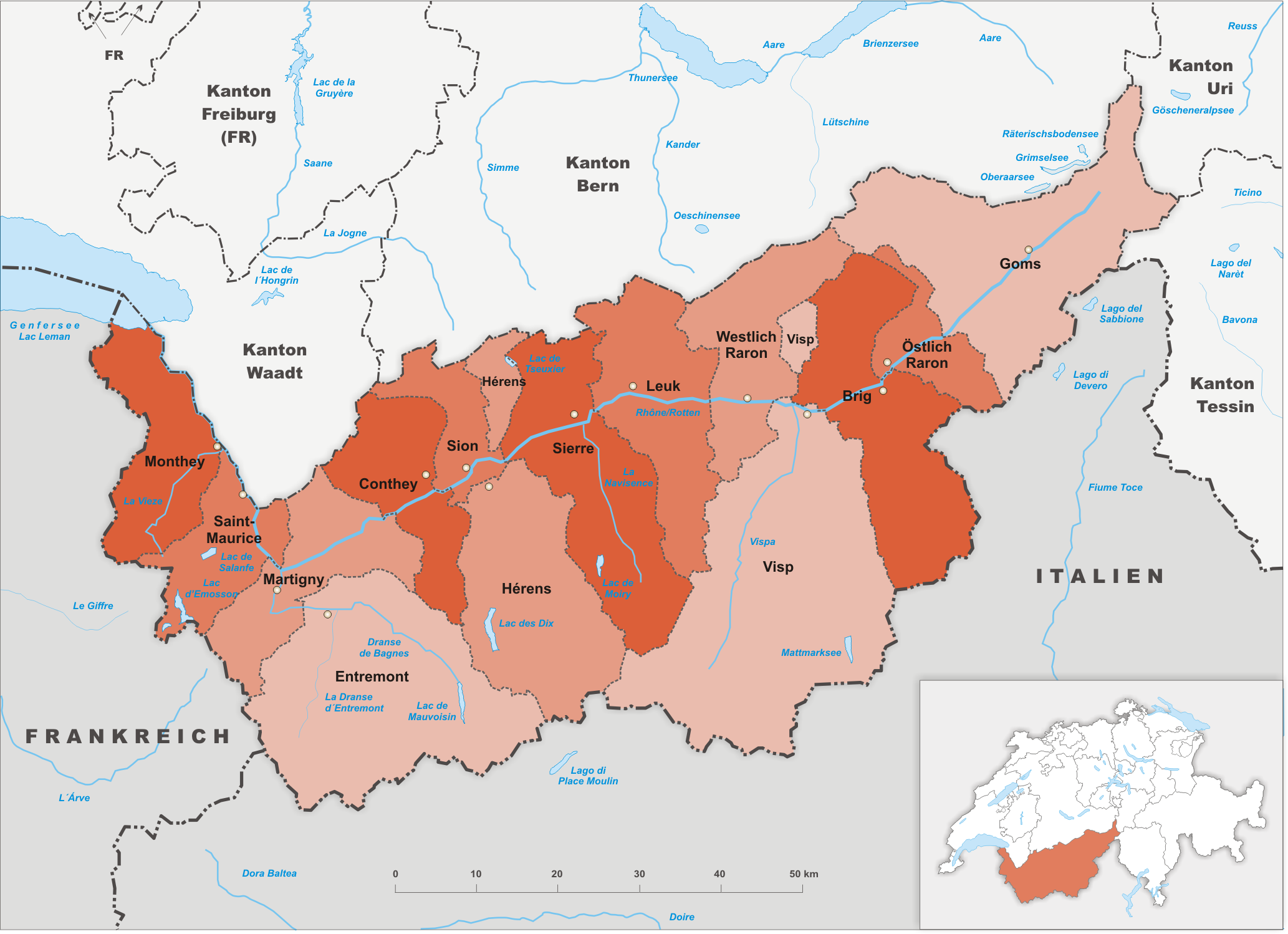
Le canton du Valais et ses districts.

Les sièges sont répartis par rapport à la population vivant dans les différents districts :
| District           | Sièges | Evolution 1997-2001 |
| Conches            | 3      |                     |
| Rarogne-oriental   | 2      |                     |
| Brigue             | 12     |                     |
| Viège              | 13     |                     |
| Rarogne-occidental | 4      |                     |
| Loèche             | 6      |                     |
| Sierre             | 18     |                     |
| Hérens             | 5      |                     |
| Sion               | 17     |                     |
| Conthey            | 10     |                     |
| Martigny           | 15     |                     |
| Entremont          | 6      |                     |
| St-Maurice         | 5      |                     |
| Monthey            | 14     |                     |
| Total              | 130    |                     |

### Résultats

#### Sièges par partis
| Parti | Parti                                                              | Sigle | Groupe                                          | Tendance politique                           | Sièges  |
| ----- | ------------------------------------------------------------------ | ----- | ----------------------------------------------- | -------------------------------------------- | ------- |
|       | Parti démocrate-chrétien                                           | PDC   | - PDCB (18) - PDCC (24) - CVPO (19) - CSPO (13) | démocrate chrétien/centre droit/conservateur | 74 (+3) |
|       | Parti radical-démocratique                                         | PRD   | LR                                              | libéral/radical                              | 33 (-1) |
|       | Parti socialiste et Alliance de Gauche - dont 14 PSVR - dont 4 SPO | PS    | S                                               | social-démocrate                             | 18 (-3) |
|       | Parti Libéral                                                      | PL    | LR                                              | libéral                                      | 2 (-2)  |
|       | Union démocratique du centre                                       | UDC   |                                                 | conservateur/libéral/souverainiste           | 2 (+2)  |
|       | Parti chrétien-social                                              | PaCS  |                                                 | christianisme social/centre gauche           | 1 (+1)  |

#### Répartition des sièges par district
| Canton             | Total | PDC/CVPO | PDC/CVPO | CSPO | CSPO | PRD/FDPO | PRD/FDPO | PS/SPO | PS/SPO | PL | PL | UDC/SVPO | UDC/SVPO | PaCS | PaCS |
| ------------------ | ----- | -------- | -------- | ---- | ---- | -------- | -------- | ------ | ------ | -- | -- | -------- | -------- | ---- | ---- |
| Conches            | 3     | 2        |          | 1    |      |          |          |        |        |    |    |          |          |      |      |
| Rarogne-oriental   | 2     | 1        |          |      |      | 1        |          |        |        |    |    |          |          |      |      |
| Brigue             | 12    | 6        | +1       | 2    |      | 2        |          | 2      | -1     |    |    |          |          |      |      |
| Viège              | 13    | 6        | +1       | 5    | -1   | 1        |          | 1      |        |    |    |          |          |      |      |
| Rarogne-occidental | 4     | 2        |          | 2    |      |          |          |        |        |    |    |          |          |      |      |
| Loèche             | 6     | 2        |          | 3    |      |          |          | 1      |        |    |    |          |          |      |      |
| Sierre             | 18    | 8        | +1       |      |      | 6        | -1       | 4      |        |    |    |          |          |      |      |
| Hérens             | 5     | 3        |          |      |      | 1        |          | 1      |        |    |    |          |          |      |      |
| Sion               | 17    | 8        | +1       |      |      | 2        | -1       | 3      | -1     | 2  | -1 | 1        | +1       | 1    | +1   |
| Conthey            | 10    | 5        |          |      |      | 4        | +1       | 1      |        |    | −1 |          |          |      |      |
| Martigny           | 15    | 6        |          |      |      | 7        |          | 2      |        |    |    |          |          |      |      |
| Entremont          | 6     | 4        |          |      |      | 2        |          |        |        |    |    |          |          |      |      |
| St-Maurice         | 5     | 2        |          |      |      | 2        |          | 1      |        |    |    |          |          |      |      |
| Monthey            | 15    | 6        |          |      |      | 5        |          | 2      | −1     |    |    | 1        | +1       |      |      |
| Valais             | 130   | 61       | +4       | 13   | -1   | 33       | -1       | 18     | -3     | 2  | -2 | 2        | +2       | 1    | +1   |

## Conseil d'État
Le gouvernement du canton du Valais, appelé Conseil d'État, est composé de cinq membres, renouvelés intégralement tous les quatre ans au scrutin direct.

### Mode d'élection
Les 5 sièges sont pourvus au scrutin majoritaire. Le Canton forme une circonscription électorale unique.
La constitution garanti un conseiller d'État par région constitutionnelle (Haut-Valais / Valais Central / Bas-Valais). Les deux autres peuvent venir de n'importe quelle région du Canton. Une règle prévoit également qu'il ne peut y avoir plus d'un conseiller d'État issu du même district.
Les listes sont dites ouvertes et les électeurs ont ainsi la possibilité de les modifier en rayant ou ajoutant des noms, d'effectuer un panachage à partir de candidats de listes différentes ou même de composer eux-mêmes leurs listes sur un bulletin vierge. Toutefois il n'est pas possible de voter pour une personne qui ne figure pas sur une des listes déposées.
Le dépôt des listes a lieu jusqu'au 30 janvier, aucun numéro ne leur est attribué et elle n'ont pas nécessairement de nom en en-tête.
Pour être élu, un candidat doit recueillir la majorité absolue des voix au premier tour. Lorsque tous les sièges n'ont pas pu être pourvu au premier tour, un deuxième tour est organisé le deuxième dimanche qui suit le premier tour. Tous les candidats ayant obtenu un nombre de voix supérieur ou égal à huit pour cent du nombre total des votants peuvent se représenter. De même, une liste ayant obtenu un nombre de voix supérieur ou égal à huit pour cent du nombre total des votants peut présenter un ou plusieurs nouveaux candidats ou remplacer un ou plusieurs candidats. Les candidatures sur une liste au deuxième tour ne peuvent pas être plus nombreuses que le nombre de sièges qu'il reste à pourvoir.

### Campagne
Sept candidats se présentent à l’élection du Conseil d'État. Quatre des cinq sortants se représentent pour une réélection.
Du côté des trois partis composant le Conseil d'État sortant la situation est la suivante :
Le Parti Démocrate Chrétien présente 3 candidats, les sortants Wilhelm Schnyder, Jean-René Fournier et Jean-Jacques Rey-Bellet. Le Parti Radical Démocratique présente la candidature de Claude Roch. Enfin, le Parti Socialiste présente la candidature du sortant, Thomas Burgener.
Deux autres listes sont déposées pour tenter de conquérir un siège au Gouvernement :
L'indépendant Michel Carron, "représentant du mécontentement populaire" et Cilette Cretton-Deslarzes, candidate radicale dissidente.
À l'issue du premier tour des élections, trois candidats obtiennent la majorité absolue et sont élus au premier tour. Les trois démocrates-chrétiens, Jean-René Fournier, Wilhelm Schnyder et Jean-Jacques Rey-Bellet. 
À l'échéance du dépôt des listes de candidature pour le deuxième tour, les trois candidatures de Thomas Burgener (PS), Claude Roch (PRD) et Cilette Cretton-Deslarzes (Rad. diss.), sont déposées à la chancellerie d'État.
Le deuxième tour voit l'élection des candidats du Parti socialiste et du Parti radical-démocratique.
Les candidats sont les suivants :
| Nom et Prénom             | Nom de liste |
| ------------------------- | ------------ |
| Wilhelm Schnyder*         | PDC/CVP      |
| Jean-René Fournier*       | PDC/CVP      |
| Jean-Jacques Rey-Bellet*  | PDC/CVP      |
| Thomas Burgener*          | PS/SP        |
| Claude Roch               | PRD/FDP      |
| Cilette Cretton-Deslarzes |              |
| Michel Carron             |              |

### Premier tour
| Candidats          | Candidats                 | Liste              | Suffrages |
| ------------------ | ------------------------- | ------------------ | --------- |
|                    | Jean-René Fournier*       | PDC/CVP            | 55 126    |
|                    | Wilhelm Schnyder*         | PDC/CVP            | 54 633    |
|                    | Jean-Jacques Rey-Bellet*  | PDC/CVP            | 53 287    |
|                    | Thomas Burgener*          | PS/SP              | 32 927    |
|                    | Claude Roch               | PRD/FDP            | 24 787    |
|                    | Cilette Cretton-Deslarzes |                    | 21 340    |
|                    | Michel Carron             |                    | 6 964     |
| Bulletins blancs   | Bulletins blancs          | Bulletins blancs   | 5 594     |
| Bulletins nuls     | Bulletins nuls            | Bulletins nuls     | 3 980     |
| Bulletins valables | Bulletins valables        | Bulletins valables | 105 444   |
| Majorité absolue   | Majorité absolue          | Majorité absolue   | 52 723    |

### Deuxième tour
| Candidats          | Candidats                 | Liste              | Suffrages |
| ------------------ | ------------------------- | ------------------ | --------- |
|                    | Thomas Burgener*          | PS/SP              | 38 960    |
|                    | Claude Roch               | PRD/FDP            | 30 921    |
|                    | Cilette Cretton-Deslarzes |                    | 25 543    |
| Bulletins blancs   | Bulletins blancs          | Bulletins blancs   | 1 404     |
| Bulletins nuls     | Bulletins nuls            | Bulletins nuls     | 2 690     |
| Bulletins valables | Bulletins valables        | Bulletins valables | 76 764    |